# Теодора Петралифина
Теодора Петралифина (на гръцки: Θεοδώρα Πετραλίφαινα) е византийска аристократка от XIII век, канонизирана за светица от православната църква като Света Теодора Артенска (на гръцки: Αγία Θεοδώρα της Άρτας).

## Биография
Теодора Дукина Петралоифаина Василиса е родена през 1225 г. в Солун. Произлиза от знатната фамилия Петралифа. Дъщеря е на Йоан Петралифа и съпругата му Елена. Нейният баща е управител на Тесалия и Македония с ранг севастократор при император Йоан III Дука Ватаци.
Още като дете, около 1230/31 година, Теодора е омъжена за Михаил II Комнин Дука, деспот на Епир и Тесалия (1231). След сватбата Теодора живее в епирската столица Арта, където с нейно съдействие в средата на века е построена деспотската резиденция. Михаил II си хваща любовница Гангрена и изгонва бременната Теодора. Тя живее дълги години, без да се оплаква съвсем бедно, при един свещеник. След шест години Михаил II я връща отново при себе си. След смъртта на съпруга си, Теодора, по византийска традиция, става монахиня в дарения от нея манастир „Свети Георги“ в Арта, където умира и е погребана. Гробът ѝ скоро става място за поклонение и тя е призната за светица от Православната църква. Построената от нея манастирска църква в „Света Богородица Долна“ е преименувана в нейна чест на „Света Теодора“. Паметта ѝ се чества на 11 март. Църквата е запазена днес.

## Деца
Теодора Петралифина има с Михаил II шест деца:
- Йоан I Комнин Дука († самоубива се 1281/89), ослепен 1280 г. и затворен, женен 1262 за Не Торникаина, дъщеря на севастократор Константин Комнин Торникий
- Никифор I Комнин Дука Ангел (ок. 1240 – ок. 1297), деспот на Епир от 1267/68, женен 1.) 1256 Мария Дукаина Ласкарина († 1258/59), дъщеря на император Теодор II Ласкарис (Ватацес!); 2.) 1264 Анна Палеологина Кантакузина († сл. 1313), дъщеря на Йоан Кантакузин
- Димитър Комнин Дука, (наричан Михаил Кутрулес), деспот († изчезнал след 1304), женен 1.) 1278 Анна Комнина Палеологина (* ок. 1260, † 1299/1300), дъщеря на Михаил VIII Палеолог император на Византия (1259–1261), от 1261 отново в Константинопол; 2.) 1301 Анна Тертер, дъщеря на българския цар Георги I Тертер
- Елена Ангелина Дукина (* 1242, † Луцера в затвор юли 1271), омъжена за крал Манфред Хоенщауфен Сицилиански (1258–1266)
- Ана Комнина Дукина († 4 януари 1286), омъжена 1.) ок. 1258 Вилхелм II Вилардуен княз на Ахейското княжество; 2.) ок. 1279 Николай II от Св. Омир, княз на Беотия (1258–1294) и баили (управител) на Ахейското княжество.